# Sebastián Herrera Cardona
Sebastián Herrera Cardona (Antioquia, 23 gennaio 1995) è un calciatore colombiano, difensore del Borac Banja Luka.

## Carriera
Il 1º luglio 2015 viene acquistato a titolo definitivo dalla squadra macedone del Rabotnički.

## Palmarès

### Club

#### Competizioni nazionali
- Campionato bosniaco: 1

Borac Banja Luka: 2023-2024